# Steinacher Forst rechts der Saale

Lage im Landkreis Rhön-Grabfeld

Der Steinacher Forst rechts der Saale ist ein 19,85 km² großes gemeindefreies Gebiet im Landkreis Rhön-Grabfeld in der bayerischen Rhön. Das Gebiet ist komplett bewaldet.

## Geografie

### Lage
Der Steinacher Forst rechts der Saale liegt nördlich des Marktes Bad Bocklet mit dem namensgebenden Ortsteil Steinach (Landkreis Bad Kissingen). Die höchste Erhebung im gemeindefreien Gebiet ist der Sommerberg mit 533 m ü. NN. Das Gebiet ist das flächenmäßig größte im Landkreis. Der Steinacher Forst links der Saale ist nicht mehr gemeindefrei, sondern seit 1. Januar 1985 eine Gemarkung der Gemeinde Burglauer.

### Nachbargemeinden
|                                                | Burgwallbacher Forst (Gemeindefreies Gebiet) |                      |
| Forst Schmalwasser-Süd (Gemeindefreies Gebiet) |                                              | Gemeinde Hohenroth   |
|                                                | Markt Bad Bocklet                            | Gemeinde Niederlauer |